# Operación Papuk-91
La Operación Papuk-91 fue una ofensiva general del Ejército Croata (HV) lanzada el 28 de noviembre de 1991 en las montañas Papuk contra los serbocratas. Estos eran apoyados por el Ejército Popular Yugoslavo (JNA), no se sometían a la autoridad de la República de Croacia y se oponían a su política independentista.   
Papuk-91 se enmarcó en otras dos operaciones ofensivas en Eslavonia Occidental, una precedente y otra casi simultánea. Entre las tres, los croatas pudieron colocar bajo su soberanía a 2.320 km², equivalentes al 79% del territorio de Eslavonia Occidental fuera de su autoridad, debiendo lamentar 299 muertos y 710 heridos en total.
- Operación Otkos-10 (31 de octubre - 6 de noviembre de 1991). Ocupación croata de las alturas Bilogora, unos 370 km².[3]
- Operación Orkan-91 (29 de octubre - 3 de enero de 1992). Ocupación croata en el sector de Posavina de 720 km².[3]

Los combates fueron mayormente contra las Defensas Territoriales Serbias que presentaron un poder de combate relativo desfavorable. Las tropas del JNA tenían un escaso despliegue en el sector donde se desarrolló Papuk-91 ya que sus posiciones adelantadas solo alcanzaron las aldeas de Kusonje, Dereza, Dragović como puntos más al norte. El avance del HV contra estas fuerzas fue escaso.     
Los sectores bajo control de las milicias serbocroatas se ubicaban en las antiguas municipalidades de Grubišno Polje (su parte este); Podravska Slatina (sur); Orahovica (oeste); Daruvar (centro y este); Pakrac (norte) y Požega (centro y oeste).     
El desarrollo de la operación se puede dividir en una primera fase hasta la caída de Đulovac el 15 de diciembre, momento en que se repliegan las milicias serbias con su población en forma masiva hacia el sur al no recibir apoyo operativo del JNA. Así, los croatas incorporaron a su soberanía los territorios que se habían levantado de los municipios de Daruvar, Podravska Slatina y Orahovica. Una segunda fase, posterior al 15, permitió la liberación de la parte norte del municipio de Pakrac y la apertura de la ruta entre esa ciudad y Požega. 
Papuk-91 finalizó con el alto al fuego del 3 de enero de 1992, producto de la firma del acuerdo de Sarajevo del día anterior. Permitió a los croatas incorporar a su soberanía 1230 km² en el área de Papuk. El repliegue de las fuerzas yugoslavas y serbias generó la huida de la población serbocroata local.
El alto al fuego llegó cuando los croatas se encontraban exhaustos, habían sufrido grandes bajas y carecían de equipamiento para continuar operaciones de magnitud por lo que habían perdido ímpetu en su avance. Contrariamente, los yugoslavos se encontraban reforzando sus posiciones.
Algunas fuentes incluyen a todas las acciones de Papuk-91 como parte de Orkan-91. Su nombre es usado en la literatura de la posguerra pero en las fuentes modernas no está confirmado.

## Antecedentes
Producto de las tensiones interétnicas y de la voluntad croata de independizarse de la República Federativa Socialista de Yugoslavia, a mediados de 1991 se produjo en un alzamiento serbocroata en Croacia que se generalizó el 19 de agosto en la parte de Eslavonia Occidental donde esa comunidad tenía una presencia importante. El levantamiento se materializó con una serie de bloqueos en los accesos a las aldeas con mayoría de esa nacionalidad y el despliegue de su aparato militar. 
El 12 de agosto de 1991, en la sesión del comité del Partido Radical Serbio (SDS) de Eslavonia Occidental, se promulga la creación de la Región Autónoma Serbia de Eslavonia Occidental (SAO-ZS). En esa sesión fue elegido presidente de la SAO ZS, Veljko Džakula. En el momento de la declaración, la SAO-ZS comprendía Pakrac, Daruvar, Grubišno Polje, Podravska Slatina, partes de Orahovica y Okučani (este de Novska y oeste de Nova Gradiška). El 14 de agosto, los primeros enfrentamientos ocurrieron en Eslavonia Occidental. Esta entidad política tuvo vigencia hasta mayo de 1995. El 26 de febrero de 1992 se unió a la recientemente creada República Serbia de Krajina junto con Eslavonia Oriental y la Krajina.

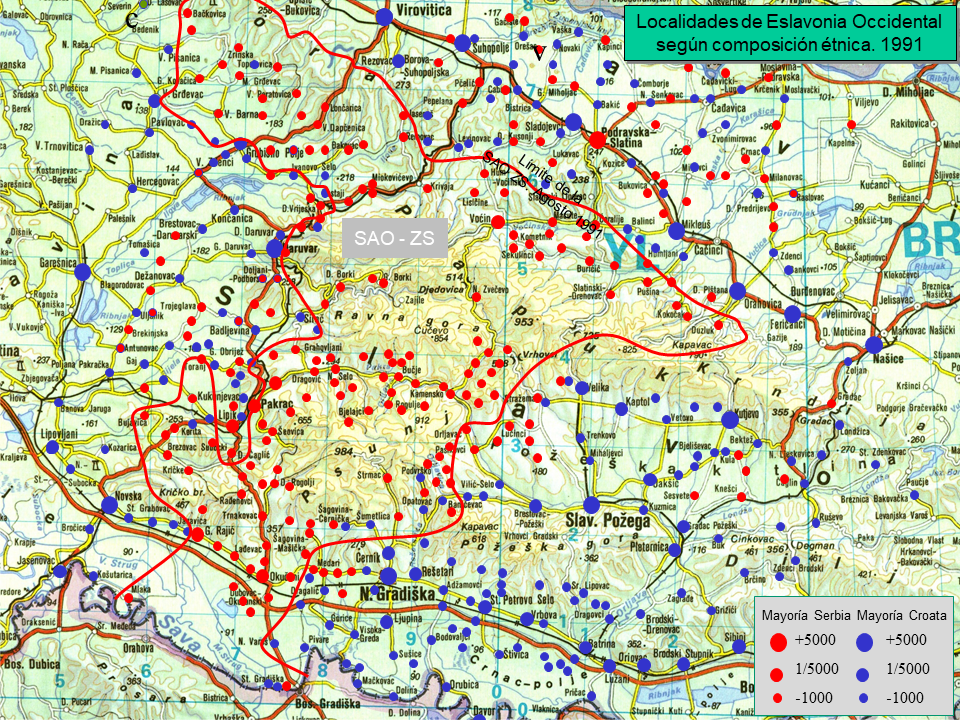
Distribución étnica en Eslavonia Occidental. Censo año 1991

Finalizando septiembre de 1991, arribó a la región el Ejército Popular Yugoslavo (JNA) proveniente de Banja Luka llegando solo hasta Pakrac. El territorio más al norte, como Slatina, Daruvar y Grubišno Polje, fue defendido solo por miembros de las milicias locales.
A fin de octubre, Croacia toma la iniciativa. Después de la liberación del área de Bilogora (Operación Otkos-10), el Ejército Croata planeó hacer lo propio en las montañas de Papuk. La zona era forestada y montañosa mientras que las fuerzas serbocroatas eran significativamente más fuertes que las enfrentadas en la operación anterior (ello no implica un poder de combate relativo superior). La lucha se dio en una situación muy difícil desde el punto de vista del ambiente geográfico, muchas veces a una temperatura menor a 0. °C. 
A pesar de la Operación Otkos-10 en los entonces municipios de Grubišno Polje y Virovitica, las milicias serbias y las tropas yugoslavas controlaban aún partes importantes de los territorios de los municipios de Daruvar, Podravska Slatina, Orahovica, Slavonska Požega, este de Novska, oeste de Nova Gradiška y Pakrac. Las unidades de la 2.a Zona Operativa (2.OZ) Bjelovar, con responsabilidad al norte del río Pakra, utilizaron el tiempo después de la liberación de Bilogora para consolidar, reponer y preparar sus fuerzas para nuevas operaciones ofensivas.
En vísperas de la operación ya hubo enfrentamientos. El 9 y 10 de noviembre, los serbios atacaron la línea defensiva de la 127.a Brigada. La brigada contraatacó y ocupó las aldeas de Veliki y Mali Miletinac y Bastajski Brđani.

## Planes

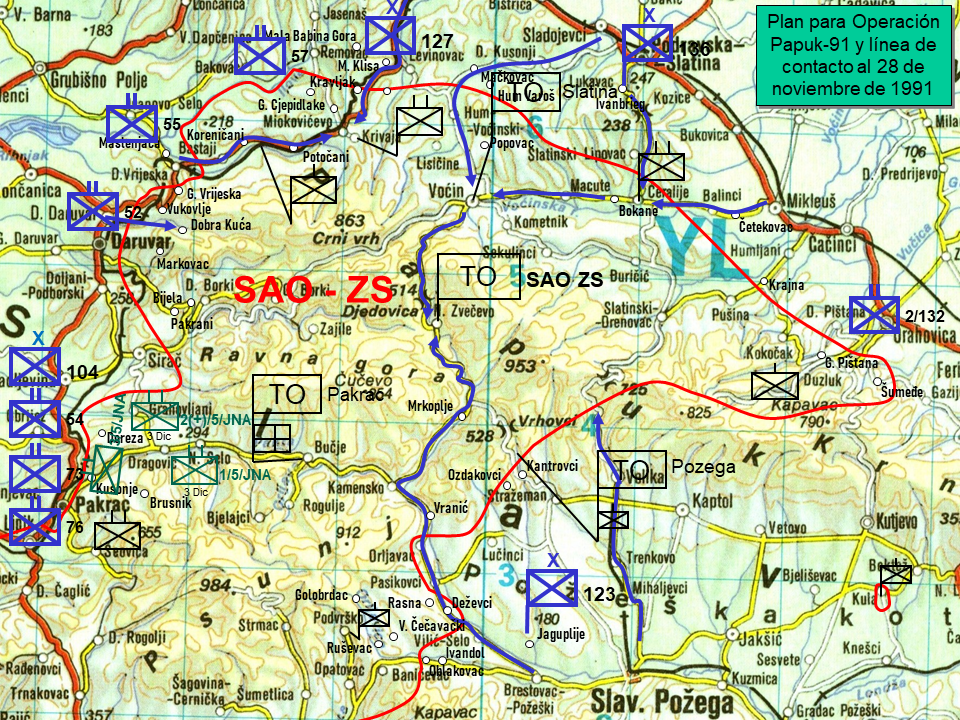
Plan Operación Papuk-91 y línea de contacto 28 Nov 91.

El 20 de noviembre de 1991, el Jefe del Estado Mayor del Ejército Croata (HV), Anton Tus, ordenó al comando de la 2.a Zona Operativa (2.OZ) Bjelovar que opere ofensivamente expulsar a las fuerzas serbias de las alturas de Papuk. Para ello, el comando de la OZ Osijek debía subordinar la 123.a Brigada del HV y a la 136.a Brigada a la 2.OZ Bjelovar. Integrarían la operación las fuerzas del Ministerio del Interior presentes.
El objetivo principal del General Tus era cortar las comunicaciones Okučani - Lipik a través de una acción conjunta con el Grupo Operativo (OG) Posavina y evitar que Lipik, Pakrac, Daruvar y Sirač caigan en poder yugoslavo o serbio.
El 21 de noviembre de 1991, el coronel Miroslav Jerzečić (jefe del Comando de Policía Criminal de Bjelovar), emitió la orden respectiva a las unidades dependientes. El inicio de la operación sería el 24 de noviembre. De acuerdo a la orden:
- La fuerzas del Sector Pakrac (Grupo Operativo Pakrac - OG Pakrac), 104.a Brigada (Varaždin), 54.° Batallón Independiente (Čakovec), 55.° Batallón Independiente (Bjelovar), 73.° Batallón Independiente (Garešnica) y 76.° Batallón Independiente (Pakrac) con el apoyo de la 24.ª Grupo de Artillería Mixta (Daruvar) debían destruir las fuerzas del JNA y TO Eslavonia Occidental desde Lipik y Pakrac hasta las alturas Psunj.

El 52.º Batallón Independiente (Daruvar) recibió la tarea de liberar los caminos entre Daruvar - Bastaji y Daruvar - Dobra Kuća y el 57.º Batallón Independiente (Grubišno Polje) hacer lo propio en la comunicación de Bastaji - Đulovac. Donja Obrijež fue designada como el puesto de mando.
- Las fuerzas del Sector Virovitica (Grupo Operativo Virovitica - OG Virovitica) (a cargo del Coronel Stjepan Slivar) recibieron la orden de conquistar el área de Čeralije, Vočin, Đulovac con las unidades de la 127.a Brigada (Virovitica), 136.ª Brigada (Podravska Slatina), la 123.ª Brigada (Slavonska Požega); 2.° Batallón (Orahovica) / 132.ª Brigada (Našice); Compañía Anti-sabotaje / OZ Bjelovar, el 2 ° Batallón (Čazma) / 105.ª Brigada (Bjelovar), 19.° División Conjunta de Artillería Antitanque (Virovitica) y una Compañía Ingenieros / 34.° Batallón (Čakovec) y liberar el área de Čeralije - Vočin. Podravska Slatina fue designada como el puesto de mando.

Para cumplimentar lo ordenado, el 22 de noviembre, el comandante del Grupo Operativo Virovitica ordenó:
La 127.a Brigada (comandante Đuro Dečak) junto con elementos de policía, del 57.° Batallón Independiente (-) y la 136.a Brigada debían atacar en las direcciones: Virovitica – Jasenaš – Đulovac y Jugovo Polje – Đulovac. Su objetivo era alcanzar Lisičine - Đulovac y después continuar a Puklica. Đulovac era el objetivo material de sector. Suhopolje fue designado el puesto de mando de la 127.a Brigada.
La 136.a Brigada (comandante Josip Černi) junto a elementos de policía debían atacar en las direcciones Sladojevci - Voćin, Podravska Slatina - Čeralije y Mikleuš - Čeralije. Posteriormente, debían continuar a Voćin y Novo Zvečevo. El puesto de mando de la 136.a Brigada fue establecido en Lukavac.
La 123.a Brigada (comandante Miljenko Crnjac) debía actuar en las laderas del sur de Papuk en las siguientes direcciones: Požega - Velika y Brestovac – Kamenska – Novo Zvečevo. Debía irrumpir lo más rápido posible en la línea Velika, Kamenski Vučjak y luego extenderse en dirección a Novi Zvečevo y Slatinski Drenovac y liberar Papuk de las fuerzas serbias. Jaguplija fue designada para el puesto de comando de la 123.a Brigada.

## Fuerzas en presencia

### Fuerzas Croatas
Las fuerzas croatas empeñadas son los detalladas en el punto anterior, colocadas bajo el comando de la 2.OZ Bjelovar. Comprendían a miembros del Ejército Croata (HV); Policía Especial del Ministerio del Interior (MUP) y policía ordinaria. Su personal era mayormente proveniente de la reserva recientemente movilizada con armamento capturado durante lo que se llamó la Batalla de los Cuarteles y otro adquirido de contrabando antes de la guerra. Los croatas tenían importantes problemas de materiales, fundamentalmente de munición de gruesos calibres.
El 2.OZ Bjelovar estableció un puesto comando adelantado en Virovitica, que desde el 28 de noviembre de 1991 fue ocupado por el Comandante Adjunto Ivan Plasaj y su estado mayor.

### Fuerzas Serbocroatas y yugoslavas
Las fuerzas que defendían la Región Autónoma Serbia de Eslavonia Occidental eran, casi exclusivamente, pertenecientes a las Fuerzas de Defensa Territorial de Eslavonia Occidental con apoyo de voluntarios de Serbia. Las tropas yugoslavas se desplegaron al sur de la línea general Pakrac - Lipik sobrepasándola hacia el norte solo en el área de Kusonje, Dereza y Dragović. 

#### Fueras de Defensa Territorial Serbocroatas
Las fuerzas sebocroatas se organizaron en varios cuarteles municipales de la Defensa Territorial (Teritorijalna obrana - TO) bajo el mando del Comando TO Eslavonia Occidental (TO-ZS). Su puesto comando se encontraba en el complejo hotelero Rade Končar en Novo Zvečevo (Papuk). Funcionó allí hasta el 14 de diciembre, cuando, ante el avance croata, debió dejar el lugar. Su comandante era el coronel Coronel Jovan Trbojević, nombrado por el Estado Mayor Yugoslavo.
Los comandos dependientes eran:

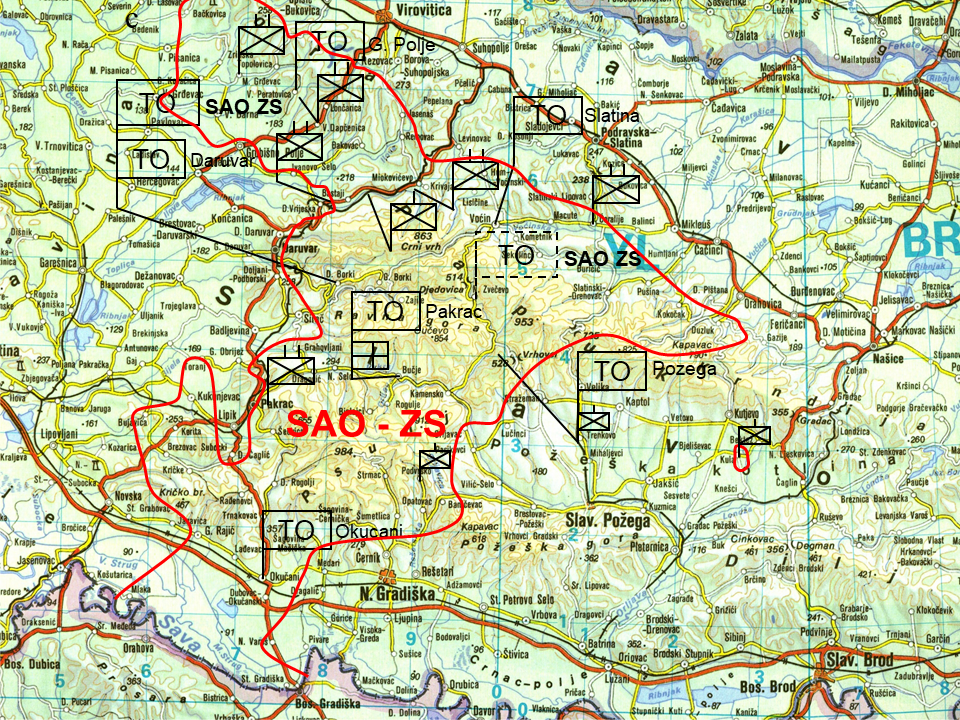
Sector aproximado ocupado por los serbocroatas a inicio de septiembre de 1991 en Eslavonia Occidental

- Teritorijalna obrana (TO) Daruvar: El cuartel general municipal del Daruvar TO estaba organizado en dos batallones y contaba con 1.600 soldados. Los serbios del municipio de Virovitica también operaban como parte de este comando.

- Teritorijalna obrana (TO) Podravska Slatina. Organizado en un batallón y contaba con 764 soldados pero con fracciones rurales, guardias y patrullas locales tenía 1372 miembros armados más. Se puede suponer que los serbios del municipio de Orahovica también operaron dentro de este comando.

- Teritorijalna obrana (TO) Požega. Organizado en dos compañías y contaba con 180 miembros. Este cuartel general tenía otros 370 soldados en el área de las aldeas de Ciglenik, Poreč y Kula y 95 soldados en el área de Poljadije (la parte central de la región de Požega), pero no lucharon porque estaban aislados de los territorios controlados por el resto de los serbios.

- Teritorijalna obrana (TO) Pakrac. El comando municipal de TO Pakrac estaba organizado en tres batallones encuadrando 1740 combatientes.[13] Para el 7 de diciembre, su efectivo había aumentado a 2.255.[14]

Las TO no estaban subordinadas al JNA aunque existían distintos contactos y las operaciones eran coordinadas. El sueldo de los milicianos eran pagados a través del JNA; el abastecimiento de armamento y munición también era brindado por esa fuerza.

#### Ejército Popular Yugoslavo
El 5.º Cuerpo del Ejército Popular Yugoslavo (Banja Luka), que operaba con fuerzas terrestres hasta el municipio de Pakrac, brindó asistencia a los serbocroatas y voluntarios serbios. El apoyo del JNA a las TO se materializó a través de armamento, apoyo logístico, financiero y personal de comando a las unidades de Defensa Territorial.  Ellos se sumaba al apoyo de fuego de la 5.a Fuerza Aérea.
La brigada que entró en contacto durante Papuk-91 fue, fundamentalmente, la 5.a Brigada Partisana, brigada de las TO Bosnias recientemente movilizada. Desde el 3 de diciembre estuvo desplegada al este de Pakrac: aldeas Kraguj, Brusnik, Dereza,  Dragović y Španovica.
El puesto comando fue colocado en los alrededores de Brusnik. El 25 de diciembre, éste se replegó hacia Omanovac (centro recreacional en Psunj). Entre ese día y el alto el fuego del 3 de enero, la brigada recibió un batallón de tropas regulares de Pristina y otro de Ključ que pasaron a la defensa en Kraguj y Brusnik.

#### Voluntarios serbios
Junto con los "territoriales" bajo el mando del Comando de las TO-ZS, operaba un número de voluntarios de Serbia. En el área de Eslavonia Occidental, los voluntarios del Partido Radical Serbio, Vojislav Šešelj, nunca han sido menos de quinientos. Fueron equipados y transportados a Eslavonia Occidental por el JNA. También estuvieron presentes voluntarios de la Renovación Nacional Serbia que se autodenominaron "Beli orlovi".

## Desarrollo de las operaciones

### Liberación de los municipios de Daruvar, Podravska Slatina y Orahovica (hasta el 16 de diciembre)

#### Área Noroeste
De acuerdo a lo planeado, el 28 de noviembre a la mañana comenzó el ataque pero con poco progreso. Los serbios se defendieron ferozmente, incluso atacaron las posiciones de los 55.° y 57.° Batallones Independientes en Bastajski Brđani, operaciones que fueron detenidas por los croatas. No hubo avances en los próximos días.
Al este de Daruvar, fueron empeñados los 52.º, 55.º y 57.º Batallones Independientes y la policía de Daruvar. El 57.º Batallón Independiente, que mantenían la línea Maslenjača - Bastajski Brđani y las unidades de la 127.ª Brigada del HV, que mantenían la línea Removac - Mala Babina Gora - Mala Klisa - Levinovac, atacaron el área de Cjepidlaka, Koreničani y Bastaja. Se movió la línea de contacto hacia Donje Cepidlake.
A la tarde del 28, en el extremo norte, las unidades de la 127.a Brigada y la 136.a Brigada se encontraban en la línea Removac - Mala Babina Gora - Kravljak - Mala Klisa - Levinovac - Mačkovac - Slana Voda - Lukavac - Ivanbrijeg - Velika Branjevina - Mikleuš. La línea del frente en la parte cerca de Slatina se movió solo un kilómetro.
Los días siguientes, no hubo avances dada la feroz resistencia serbia. Incluso, el 1 de diciembre, llevaron a cabo varios ataques de infantería contra posiciones croatas en la OZ Bjelovar. En el área de la 127.ª Brigada atacaron desde Levinovac hasta Mala Babina Gora. Del 2 al 4 de diciembre de 1991, no hubo actividades de combate importantes.
El 5 de diciembre de 1991 se reiniciaron con las acciones ofensivas. El 52.º Batallón Independiente (Daruvar) entró en Batinjska Rijeka. Más al noroeste, la 127.ª Brigada no logró avanzar en las direcciones ordenadas debido a que las fuerzas serbias defendieron firmemente las posiciones a lo largo de la línea Velika Klisa - Đulovac - Gornje Cjepidlake.
El Comando Bjelovar emitió una orden el 8 de diciembre al 55.° Batallón Independiente (Bjelovar) y al 57.° Batallón Independiente (Grubišno Polje) que debían atacar las aldeas de Veliki Bastaji - Koreničani y controlar la ruta que pasaba por el lugar. El ataque comenzó el 9 de diciembre de 1991 y para la tarde se encontraban a menos de un kilómetro de la vía. A su derecha, el 52.º Batallón Independiente ocupó Batinjani y Vukovije. Los serbios recibieron apoyo de la Fuerza Aérea Yugoslava. De esta manera, los croatas pusieron bajo control la ruta Bastaji - Miokovićevo. Gornja Vrijeka fue liberada el 10 de diciembre.

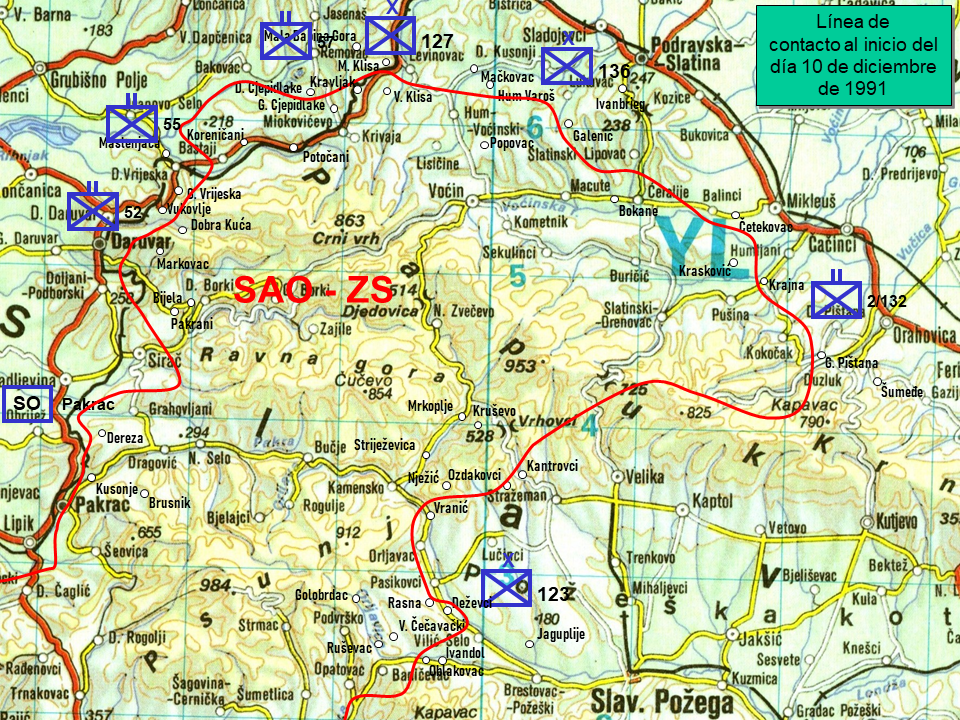
Eslavonia Occidental. Línea de contacto. 10 de diciembre de 1991

El 10 de diciembre, el 52.º Batallón Independiente conquistó Dobra Kuća y Veliki Bastaji que era un importe cruce de caminos. En Veliki Bastaj se conectó con el 55.º Batallón Independiente, poniendo fin a sus operaciones en el sector noreste de Daruvar ya que la dirección hacia Đulovac era responsabilidad del 57.º Batallón Independiente y la 127.ª Brigada. En el ala izquierda, los ataques de la 127.a brigada lograron escasos avances.
Al día siguiente, la 127.ª Brigada combatió en varias direcciones, desde el Donje Cjepidlake hasta Velika Klisa. En el área de Gornje Cjepidlake y Donje Cjepidlake no logró romper la resistencia de las fuerzas serbias que estaban bien posicionadas. Sin embargo, pudo ocupar Kravljak y colocar a Đulovac en un semicírculo.
Aunque había cada vez más información de que las fuerzas serbias se retiraban de la parte norte del campo de batalla de Eslavonia Occidental, el 12 de diciembre aun resistían en la comunicación Bastaji - Đulovac. El 57.° Batallón Independiente atacó las aldeas de Potočani y Koreničani cortando la ruta. La 127.ª Brigada atacó nuevamente desde Removac a las aldeas de Donje y Gornje Cjepidlake sin éxito. Al mediodía, las fuerzas croatas ocuparon Kornas y a la tarde Velika Klisa.
Según un informe del comando de la 127.ª Brigada, el 12, las fuerzas serbias se retiraron a la línea Lisičine – Nova Krivaja – Đulovac – Gornje Cjepidlake. En la retirada dejaron retaguardias de combate.
Más al sur, el 13 de diciembre, en el área Daruvar, el 52.º Batallón Independiente del HV junto con las fuerzas de la policía de Daruvar liberaron Grižina, Pakrani y Bijela. El mismo día, las fuerzas serbias abandonaron las aldeas de Markovac y Ječmenica. Ello provocó pánico en su población.
También el 13, la  3 / 1 / 127.ª Brigada conquistó Stara Krivaja. A través de esa aldea, los serbios de Đulovac se comunicaban con Voćin, a la que abandonaron ese día. Al día siguiente, 14 de diciembre, un fuerte combate se dio en Donje Cjepidlake, donde los miembros de la 127.ª Brigada, con la ayuda de una sección de tanques, atacaron posiciones serbias, mayormente defendidas por voluntarios de Serbia.
En la mañana del 15 de diciembre de 1991, las unidades de la 127.ª Brigada continuaron sus operaciones y liberaron Gornje y Donje Cjepidlake. Posteriormente, conquistaron las aldeas de Nova Krivaja y Puklica. Esto puso a las fuerzas serbias en Đulovac rodeada y, después de una breve lucha, la aldea fue ocupada.
El 15 de diciembre de 1991, el 52.º Batallón Independiente liberó las aldeas de Donji Borki, Srednji Borki y Gornji Borki. El 16, el 55.° y 57.° Batallón Independiente se fusionaron con la 127.ª Brigada en las aldeas de Katinac y Potočani. De esta manera quedó abierta la ruta Daruvar - Suhopolje - Virovitica.

#### Área Noreste
En el área del municipio de Orahovica, en el primer día de la operación ofensiva croata, el 2.º Batallón (Orahovica) de la 132.ª Brigada Našice ocupó Šumeđe, al sureste de Orahovica, que hasta entonces no estaba bajo el control croata. Las posiciones de esas fuerzas quedarán en la zona en la línea: Oblakovac - Orljavac - Lučinci - Ozdakovci - Kantrovci - base Papuk - Gornja Pištana - Donja Pištana - Krajna - Humljani - Mikleuš - Povlačina (tt 177) - Ivanbrijeg - Lukavac - Hum Varoš - Levinovac - Kravljak - Cjepidlake.
Al igual que más al oeste, el 1 de diciembre, en el área de la 136.ª Brigada, las milicias serbias llevaron a cabo un ataque de infantería en el área de las aldeas de Bokane, Čeralije y Balinci, contra posiciones croatas que resistieron en sus posiciones.
El 5 de diciembre, en la parte occidental del municipio de Orahovica, fracciones serbias atacaron desde Kokočak a las posiciones del 2 / 132.ª Brigada al norte de la aldea de Gornja Pištana, obligando a un repliegue parcial. Ese día, las posiciones croatas en el sector (2 / 132.ª Brigada, 136.ª Brigada y 127.ª Brigada) alcanzaron la línea Gornja Pištana - Krajna -  Balinci (centro de la aldea) - Slatinski Lipovac - Golenić - Lukavac - Slana Vođa - Mačkovac - Ogorelice - Mala Klisa - (norte de Donje Cjepidlake.
El 7 de diciembre, la 136.ª Brigada mejoró su posición y llegó a la línea Balinci - Slatinski Lipovac - Hum Varoš - Hum. En el área de Orahovica, el comandante del 2 / 132.ª Brigada elaboró un plan de ataque para la liberación de Kokočak, pero se abortó debido a que los serbios de Kokočak atacaron a las fuerzas croatas en el área de la aldea de Krajna. El ataque fue rechazado sin pérdida por las tropas de la 136.ª Brigada. Su informe declaró que "había indicios de que la población ortodoxa se estaba moviendo de manera masiva fuera del territorio del municipio". Asimismo, aumentaron los casos de deserción.
El 10 de diciembre, la línea alcanzada por los croatas era – Donje Cjepidlake – 2 km NE de Đulovac – Mala Klisa – Hum Varoš – Slatinski Lipovac –  Balinci – Četekovac – Humljani  – Krajna – Gornja Pištana – Duzluk. Al día siguiente, en el sector de Slatina, la 136.ª Brigada ocupó Gornja Pištana, Jagodnjak, Kokočak, Pušina, Jaukovac, Đuričić, Slatinski Drenovac y Prekoračani.

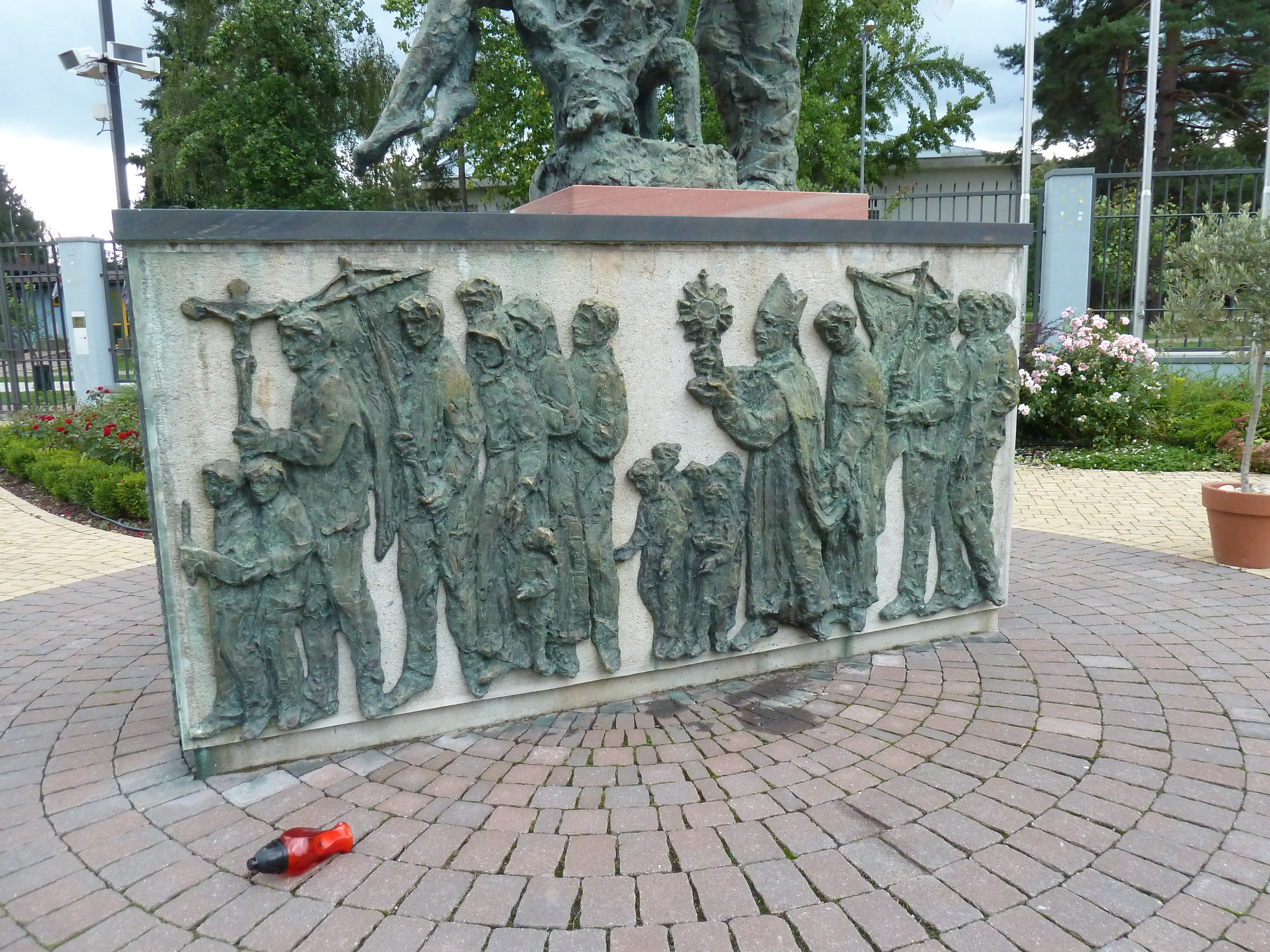
Monumento a las víctimas de la matanza de 1991 en Voćin (Croacia)

Para el 11, las fuerzas croatas tenían información de que las fuerzas serbias se retiraban de las aldeas de Krasković y Pušina. Según manifestó en mayo de 1992 Veljko Dzakula, líder político de los serbios en Eslavonia Occidental, el comandante de las TO de la Región Autónoma Serbia, coronel Jovan Trbojevic. recibió la orden de "retirar la gente" de la aldea de Lisičine, Hum, Krasković, Kokočak y Pušina el 12 de diciembre de 1991. Sin embargo, la evacuación ya se había iniciado dos días antes. Según el testimonio de civiles croatas que huyeron de Voćin del 13 al 14 de diciembre, pobladores serbios dijeron el 12 que "si no llegaba ningún ejército en la tarde de ese día, todos deben retirarse (...) están huyendo a Bosnia ". Obviamente, la asistencia del Ejército Popular Yugoslavo o voluntarios serbios no acudió, por lo que el 13 de diciembre los serbios de Papuk iniciaron la retirada de sus fuerzas y civiles de Voćin y las aldeas circundantes.
El 12 y 13 de diciembre de 1991, se produjo la Masacre de Voćin en la que fueron muertos 45 civiles croatas (incluyendo un serbio que no quiso replegarse) y fue destruida la iglesia católica de la Visitación de la Bienaventurada Virgen María en Voćin. El área donde se encontraron los muertos incluía a Voćin, Krasković, Hum, Bokane y Đulovac (Miokovićevo).  En el juicio ante la Corte Internacional de Justicia sobre la Aplicación de la Convención sobre Prevención y Castigo del Crimen de Genocidio (Croacia v. Serbia), Croacia sostuvo que al menos 35 personas de su comunidad fueron asesinados entre el 12 y el 14 de diciembre de 1991 por las fuerzas serbias expulsadas de Voćin. Por su parte, Serbia argumentó que los crímenes presuntamente cometidos en todo el municipio de Podravska Slatina no pueden ser corroborados por los registros en el expediente del caso, en particular porque esos registros constituyen rumores. La Corte determinó que no había suficientes pruebas para culpar a las fuerzas serbias. De acuerdo con la ONG Documenta, con la entrada del HV en el área de Voćin, los crímenes contra civiles no se detuvieron. En los días siguientes fueron asesinados 24 serbios en Sekulinci, Gornji Meljani, Voćin, Đuričići, Bokane, Hum Pustara y Macute.
El 14 de diciembre, los serbios abandonaron las áreas que controlaban en los entonces municipios de Podravska Slatina y Orahovica y  se reagruparon en el área de Kamenska, cruce de caminos que controlaba el acceso desde Požega.  La población serbia abandonó sus lugares de residencia con el repliegue de las TO. Cuando las tropas croatas ingresaron en las localidades saquearon y quemaron las casas serbias. Algunos integrantes de la población local fueron muertos y otros hechos prisioneros.
Las Brigadas 127.ª y 136.ª ingresaron Lisičine y Popovac respectivamente. Una parte de la 136.ª Brigada ingresó a Hum el mismo día mientras que otra parte se dirigió a Voćin. En el área de Kamenska, Bogdašić y Amatovci, la 123.ª Brigada estableció contacto con las milicias serbias pero fue fácilmente detenida. Ese mismo 14, el comando de las TO Eslavonia Occidental abandonó Novo Zvečevo.
Al extremo noreste, el 15 de diciembre, miembros de la 132.ª Brigada ingresaron a Kokočak, Pušina y Krasković sin ninguna resistencia. Su ocupación permitió la apertura de la Podravska Magistrala (principal ruta que conecta Eslavonia con el oeste de Croacia a través de Podravina) ese mismo día. Además de la Podravska Magistrala, las rutas Daruvar-Đulovac-Virovitica, Daruvar-Đulovac-Suhopolje y Daruvar-Đulovac-Slatina y Sirač-Voćin-Mikleuš quedaron abiertas al tránsito.
El 16, las fuerzas del HV entraron en las aldeas de Slatinski Drenovac y Prekoračani sin ninguna resistencia ya que habían sido abandonadas. Además, los 55.° y 57.° Batallones Independientes ingresaron a las aldeas de Katinac y Potočani y se unieron a la 127.ª Brigada.
El Comando de la 2.OZ Bjelovar emitió nuevas órdenes a las unidades subordinadas el 16 de diciembre de 1991 para proceder a la consolidación de los logros alcanzados enviándolas a la búsqueda de milicias remanentes. Luego de dos días, debían transferir la seguridad del área bajo la jurisdicción de las administraciones policiales de Bjelovar y Osijek. Al 55.º Batallón Independiente se les dio la tarea de retirarse al área de Bjelovar y reconstituir su poder de combate. Hubo combates aislados el 17 como ser 127.ª Brigada en Puklica y el 2/132.ª Brigada unos pocos kilómetros al sur de Orahovica. El 23, las fuerzas croatas se encontraron, en una zona predominantemente boscosa del municipio de Orahovica, con pequeños grupos de serbios que actúan como francotiradores.  Además, observaron la permanencia de las fuerzas serbias en los refugios en Papuk que se replegaron ante el avance. También se detectaron remanentes en lugares alejados. En Rastovac (municipio de Grubišno Polje), que fue liberado a fines de octubre como parte de la Operación Otkos-10, el 18 de diciembre, se vio a un grupo de serbios que fueron buscados con fuerzas policiales.

#### Área Sudeste (Požega)
El 7 de diciembre, las fuerzas serbias del sector, además de fuego de artillería, llevaron a cabo un ataque de infantería infructuoso sobre Daranovci, a unos diez kilómetros al oeste de Požega.
La línea alcanzada por la 123.ª Brigada Pozega al 10 de diciembre era Kantarovci – Ozdakovci – Vranić – Orljavac – Koprivna – Golobrdac – Ruševac – Oblakovac. Es de destacar que las fuerzas serbias no controlaron completamente el territorio de Papuk desde Slatinski Drenovac a Gornji Vrhovci dado que era un terreno montañoso y boscoso. Las fuerzas croatas mantuvieron el pico Papuk (953m). Ese día (Acción "Gradina"), la 123.ª Brigada avanzó desde Deževci - Ivandol y ocupó Vučjak Čečavački, Rasna, Jeminovac, Čečavac, Koprivna, Ruševac, Šnjegavić, Sinlije y Golobrdac. El 3.e Batallón de la 121.ª Brigada (Nova Gradiška) atacó Opatovac.
El 17 de diciembre de 1991, miembros de la 123.ª Brigada lanzaron una acción con el nombre en código "Johannesburgo" y entraron en la aldea de Novo Zvečevo que había sido abandonada el 14. Después de la ocupación, el camino de Gornji Vrhovci a Novo Zvečevo se pudo transitar sin inconvenientes.

#### Área Oeste (Pakrac). Ocupación de Lipik, Kukunjevac y Filipovac (5 - 7 de diciembre de 1991)
El 4 de diciembre de 1991, el Comandante 2. OZ Bjelovar, Miroslav Jerzečić, ordenó a su segundo al mando, el coronel Ivan Plasaj, y al coronel Josip Tomšić  organizar un ataque para recuperar Lipik, Kukunjevac y Dobrovac. Participarían 600 miembros del sector.
El 5 de diciembre comenzó el ataque. El 6, los croatas ingresaron a la ciudad de Lipik y ciertas partes de la aldea de Kukunjevac. El 3.er Batallón de la 117.a Brigada pudo ocupar la aldea de Smrtić, El 7 de diciembre, la aldea de Dobrovac fue tomada por los croatas.

### Apertura de la ruta Pakrac - Požega (17 al 26 de diciembre)

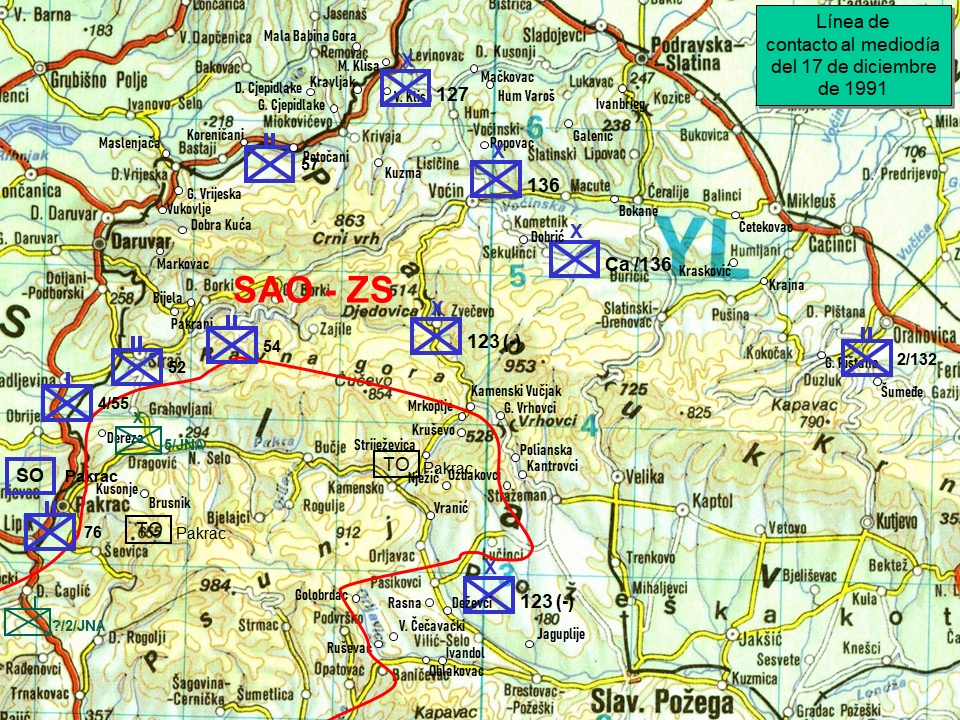
Situación durante Papuk-91 al mediodía del 17 de diciembre de 1991

Después de la liberación de los entonces municipios de Daruvar, Podravska Slatina y Orahovica, las fuerzas del HV dirigieron sus operaciones a las áreas de Pakrac, Ravna Gora y Psunj. El 17 de diciembre de 1991 fue la fecha en que se materializó la finalización las acciones en esos municipios. El comandante de la Zona Operativa Bjelovar, brigadier Miroslav Jerzecic ordenó el 18 de diciembre establecer el puesto de comando en Daruvar de la 2.OZ y proceder con la planificación de nuevas acciones. En el área donde terminaron los combates se dejaron fuerzas menores para su control. 
La 127.a Brigada recibió la orden de desplegar sus fuerzas en el área de Daruvar en dirección a Sirač - Donji Grahovljani - Dragović. Una parte de esa brigada, junto con el 57.º Batallón Independiente (Grubišno Polje), debía asegurar la línea Maslenjača - Suhopolje. La 136.a Brigada debía proporcionar el control de la línea Voćin - Čeralije, mientras que parte de esa brigada se uniría a las unidades de la 123.a Brigada con el objetivo de ocupar Bučje. Posteriormente, las unidades de las 123.a y 136.a Brigadas debían continuar el ataque hacia Španovica y Dragović. Al ataque también se uniría la 121.a Brigada en Psunj. El comando del Grupo Operativo Pakrac debía lanzar un ataque sobre las rutas Badljevina - Dereza – Kusonje, Mala y Velika Krndija – Kusonje y Pakrac – Kraguj. Además, junto con el Grupo Operativo Posavina, las posiciones serbias / yugoslavas debían ser atacadas en la línea Lipik - Donji Čaglić.
El 16 de diciembre ya había comenzado la Operación / Acción Maslačak (Diente de León) con el objeto de ocupar Velika y Mala Dereza y Gornja, Srednja y Donji Grahovljani. Participaron el 52.° Batallón Independiente Daruvar, el 54.° Batallón Independiente Čakovec y la 4.a Compañía del 76.° Batallón Independiente Pakrac. La meta no fue alcanzada. El ataque fue repetido el 20, con igual resultado.
Después de retirarse del área de Papuk, las fuerzas serbias se concentraron en el área al norte de la ruta Pakrac - Kamenska, especialmente en el área de Mala y Velika Dereza y Srednje, Gornji y Donji Grahovljani, con el objetivo de evitar que las fuerzas croatas avancen más hacia esa carretera y liberen espacio. esa comunicación y a su alrededor.
Al día siguiente, el 18 de diciembre de 1991, unidades de la 123.a Brigada continuaron expulsando a los serbios de la parte noroeste del municipio de Požega al este de la ruta Kamenski Vučjak-Kamenska. Para ello, un batallón reforzado de esa brigada atacó  (Acción "Lanište") desde Gornji Vrhovci y Poljanska hacia la ruta Kamenski Vučjak - Kamenska. Los croatas ocuparon Klisa, Nježić, Šušnjari, Kruševo, Striježevica, Bogdašić, Amatovci, Kamenski Šeovci, Mihajlije y Mrkoplje. Con esta acción, la línea del frente en el área de responsabilidad de la 123.a Brigada se trasladó a la entrada de la aldea de Kamenska, posición de partida para nuevas acciones ofensivas de las fuerzas croatas hacia Bučje.
El 24 de diciembre, la 127.a Brigada liberó Dereza, Donji, Srednji y Gornji Grahovljani. La 136.a Brigada atacó infructuosamente Veliki Budići, Mali Budići y Koturići, al norte de Bučje. Al mismo tiempo, miembros de la 123.a Brigada rodearon Bučje desde el sur y el este.
El 25, los croatas recuperaron la aldea de Kusonje con una compañía del 76.° Batallón, el 1er Batallón de la Brigada HV 104 Varaždin y el 77.° Batallón. Cuando las tropas ingresaron a la localidad se dieron cuenta de que estaba vacía con excepción de algunas personas de edad mayor.
El mismo día 25, las unidades de la 127.a Brigada ocuparon Cernik y las aldeas de Dragović y Španovica sin mayores problemas. Al norte de Bučje, las unidades de la 136.a Brigada liberaron las aldeas de Koturić, Popovci (Zabrdski), Ožegovci y Grđevica. Miembros de la 123.a Brigada liberaron las aldeas de Kamenska, Mijace y Sazija y unieron fuerzas de 136.a brigadas en Kamenska y rodearon Bučje.
La aldea de Bučje, lugar donde se encontraban instalaciones sanitarias y de detención de las TO Pakrac, fue liberada el 26 de diciembre al igual que Donja Šumetlica. En esta acción, llamada Velebit, participaron miembros de las Brigadas 123, 127 y 136. Las fuerzas serbias se retiraron de Bucje a la aldea de Rogolji, y en las aldeas de Brusnik y Kragujej se reforzaron con la 125.a Brigada Motorizada del JNA de Kosovska Mitrovica (Kosovo) y la Fuerza Aérea JNA.

### Últimos esfuerzos croatas. Fracaso de la Acción Alfa (27 de diciembre - 3 de enero de 1992)

#### Ataque croata sobre Pakrac
El jefe del Grupo Operativo Pakrac, Coronel Josip Tomšić impartió la orden el 25 de diciembre de iniciar con la Acción Alfa para suprimir las fuerzas serbias y del JNA próximas a Pakrac y continuar hacia Okučani, como parte de una ofensiva mayor que realizaría el resto de las fuerzas croatas en la región. De esta manera, se evitarían los ataques continuos a la ciudad desde las alturas circundantes. La Brigada 127 debía cruzar las alturas Čukur y las aldeas de Brusnik y Lipovac, atravesar Omanovac y operar sobre Bijela Stijena.
La acción se desarrolló entre el 27 y 29 de diciembre. Las tropas croatas (2 Ca(s) / B Indep 76; 2 Ca(s) / B Indep 77; Ca Indep Ludbreg; 2 Ca(s) / Br 104; Ca MUP ) lograron ingresar en las alturas que rodean a la ciudad de Pakrac por el este, llegando incluso a la aldea de Japaga, mitad camino a Donji Čaglić.
El 28, el JNA ejecutó un contraataque con un Batallón de la 125 Brigada Motorizada (Kosovo Mitrovica) y la Brigada de Infantería 134 (Užice), ambos provenientes de Serbia. Las fuerzas croatas se debieron replegar de Šeovica, Japaga, Gavrinica y Vinegrad. La 127.a Brigada no pasó a la ofensiva, los guardaflancos no pudieron bloquear al ataque yugoslavo.
Las fuerzas serbias entraron en el área de Kusonje y tomaron el control de parte de la ruta que nuevamente interrumpió la comunicación entre Pakrac – Kamensko – Požega.
Más al este, se encontraba la Brigada HV 127 que nuevamente había recibido la orden de atacar desde su posición Cerik - Dragović para liberar las aldeas de Brusnik y Lipovac. A las siete de la mañana del 29, con 450 miembros se inició el ataque. La brigada fue detenida por las fuerzas serbias con fuego pesado de artillería y armas de infantería. Debido a la posición desfavorable de los batallones fueron un blanco fácil para el fuego del Ejército Popular Yugoslavo y milicias serbias que actuaban desde puntos dominantes. Doce muertos tuvo la brigada ese día en ese lugar
La Acción Alfa fue un fracaso ya que la situación táctica no fue modificada. No se pudo alcanzar los objetivos de expulsar al JNA y a los serbios de la parte de Pakrac bajo su poder. Las pérdidas de los croatas fueron altas: 36 muertos y 61 heridos.

#### Operaciones al este de Pakrac
A las tropas no empeñadas en Pakrac se les ordenó organizar, junto con la 123.a Brigada, la acción de liberar a Donja Sumetlica y Kricka Zagorska. Los miembros del Batallón de la Zona Operativa Bjelovar y el 55.° Batallón Independiente intentaron detener la penetración de las fuerzas serbias en Pakrac Vinogradi el 29 de diciembre de 1991. Fracasaron en la acción por lo que las milicias serbias ocuparon posiciones en el lugar.
Luego del fracaso de la Operación Alfa, las operaciones perdieron dinamismo en el sector. El JNA pasó a consolidar sus posiciones mientras que los croatas hicieron lo propio al norte de la ruta Pakrac - Kusonje - Novo Selo (Španovica) - Bučje. La 123.a Brigada HV, el 30, ocupó posiciones en las aldeas de Budići, Ožegovci, Bučje, Donja Šumetlica, Jakovci, Rogulje y Bjelajci a los efectos de evitar contraataques del JNA desde las aldeas de Cicvare, Kričke y Gornja Šumetlica. A esta área, a fin de diciembre, fue enviada la 134 Brigada de Infantería JNA, proveniente de Užice, agregada al 5.° Cuerpo JNA de Banja Luka.
El 31 de diciembre de 1991, los miembros de la 127.a Brigada del HV liberaron la aldea de Kusonje. Con ello, la ruta Pakrac - Požega quedó bajo el control del HV. El Jefe del Estado Mayor del HV, Anton Tus, el mismo día, dio órdenes a las 123.a 127.a, 121.a y 108.a Brigadas para lanzar acciones para replegar a las fuerzas serbias al sur del río Sava. Para el 2 de enero de 1992, no había habido progreso en sus ataques, y ese día entró en vigor el Plan Vance, cuyas disposiciones debían observarse a partir de las 1800 del 3 de enero de 1992.
Ante tal circunstancia, en la mañana del 3 de enero, el 1 / 123.a Brigada atacó en dirección de Kričke Zabrdski (al sur de Novo Selo / Španovica) desde donde debía continuar hacia Gornja Šumetlica - Bobare. Luego del mediodía, la Brigada 123 ingresó a Kričke. Como consecuencia, el JNA llevó a cabo un contraataque con tanques y trasportes blindados de tropas desde Lipovac y Brusnik con apoyo de fuego aéreo, expulsando a los croatas. Posteriormente, el comando de la OZ Bjelovar ordenó que la 127.a Brigada y a las fuerzas próximas a Pakrac que presionen a las fuerzas del JNA pero esas órdenes fueron desobedecidas.

## Consecuencias de la operación

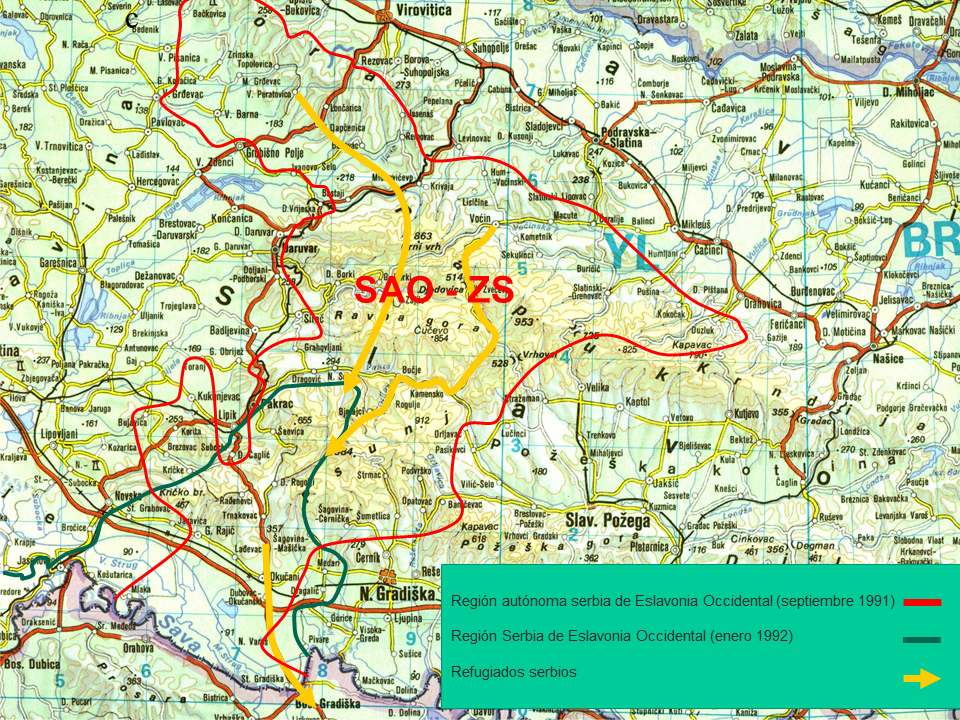
Evolución del sector bajo dominio serbio desde agosto de 1991 a enero de 1992.

### Situación territorial
Las fuerzas serbias y del JNA fueron expulsadas de la Podravska Magistrala asegurando esta comunicación desde el centro de Croacia hasta Eslavonia Oriental. Ello no ocurrió con la ruta de Posavina.
Croacia incorporó a su soberanía 1230 km².
Los entonces municipios de Daruvar, Virovitica, Podravska Slatina, Orahovica, Slavonska Pozega y parte del de Pakrac pasaron a dominio croata, según el siguiente detalle:
- Municipio de Daruvar (26 localidades): Velika Klisa, Donje Cjepidlake, Gornje Cjepidlake, Donja Vrijeska, Gornja Vrijeska, Mali Bastaji, Veliki Bastaji, Koreničani, Potočani, Katinac, Puklica, Đulovac, Stara Krivaja, Nova Krivaja, Batinjani, Batinjska Rijeka, Vukovije, Dobra Kuća, Vrbovac, Markovac, Pakrani, Bijela, Donji Borki, Srednji Borki, Gornji Borki y Zaile.
- Municipio de Podravska Slatina (17 localidades): Hum Varoš, Hum, Lisičine, Kuzma, Popovac, Voćin, Macute, Bokane, Čeralije, Balinci (parte), Kometnik-Jorgići, Kometnik-Zubići, Smude, Rijenci, Sekulinci, Gornji Meljani y Đuričić.
- Municipio de Orahovica (7 localidades); Šumeđe, Gornja Pištana, Kokočak, Pušina, Krasković, Prekoračani y Slatinski Drenovac.
- Municipio de Slavonska Požega (17 localidades): Novo Zvečevo, Kamenski Vučjak, Šušnjari, Gornji Vrhovci, Kruševo, Bogdašić, Amatovci, Nježić, Klisa, Mrkoplje, Mihajlije, Striježevica, Sažije, Kamenski Šeovci, Mijači, Kamenska, Koprivna, Šnjegavac, Čečavac, Rasna, Ruševac, Jeminovac, Čečavački Vučjak.
- Municipio de Pakrac (25 localidades): Dereza, Donji Grahovljani, Srednji Grahovljani, Gornji Grahovljani, Branešci, Mali Budići, Veliki Budići, Koturić, Popovci, Kusonje, Dragović, Španovica (Novo Selo), Ožegovci, Bučje, Donja Šumetlica, Jakovci, Rogulje, Bjelajci, Cikote, Glavica, Prgomelje, Tisovac, Kukunjevac, Dobrovac y Lipik.

### Situación demográfica
Con el repliegue de las milicias serbias y del JNA, la población serbocroata dejó la zona fuera del control croata.

### Situación Militar
De acuerdo al historiador militar Davor Marijan, las fuerzas croatas fueron detenidas a fin del año por cansancio, falta de munición, introducción de nuevas tropas del JNA y, sin dudas, "alguna clase de juegos detrás de escena llevados a cabo por la conducción política.
Fue entonces que, en toda Eslavonia Occidental, las fuerzas yugoslavas fueron reforzadas, sus posiciones consolidadas y emprendieron ofensivas organizadas y amenazaron con volver a tomar a Lipik y Pakrac. Del lado croata, era motivo de particular preocupación que las órdenes, incluidas las del Estado Mayor del Ejército Croata, no se cumplieran al igual que la presencia de información falsa y errónea.
A las 18 horas del 3 de enero de 1992, momento en que entró en vigor el Alto el Fuego de Sarajevo, el lugar donde la situación táctica era más favorable para el Ejército Croata era en Eslavonia Occidental. Incluso allí no tenía la fuerza para cumplir con éxito la orden de romper el JNA de Eslavonia y avanzar hacia el río Sava.

### Situación de personal
Según la información disponible, 142 miembros del ejército y la policía croatas murieron en la Operación Papuk-91.